# 鹤北镇
鹤北镇，是中华人民共和国黑龙江省鹤岗市萝北县下辖的一个乡镇级行政单位。

## 行政区划
鹤北镇下辖以下地区：
第一社区、第二社区、第三社区、第四社区、第五社区、奋斗村、双胜村、九里庄村、森山村、新鹤村、常胜村、振兴村、金山村、云山合村和三双村。

## 历史沿革
一、鹤北镇：
鹤北镇位于中华人民共和国黑龙江省萝北县西北部，镇政府所在地距萝北县城31公里。现在所说的鹤北镇是在2001年通过“撤乡并镇”由原鹤北镇和原奋斗乡合并而来。萝北县鹤北镇人民政府目前有两处办公地点：一处在原鹤北镇办公，主要管理鹤北镇辖区内的5个居民委，萝北县鹤北镇人民政府和中共萝北县鹤北镇党委两块牌子悬挂于此；另外一处办公地点在原奋斗乡，此处为镇政府主要办公地点，多数人员在此办公，此办公地点悬挂萝北县鹤北镇农村工作站牌子，负责管理全镇工作，主要管理辖区内10个行政村的农村工作。鹤北镇镇直区域有一个被叫做联合村的地方，联合村并不是行政村，联合村原为乡企，乡企存在时期人口大量聚集，乡企撤销后人口继续居住于此，为便于管理取名联合村，因不属于行政村所以没有村民委员会，目前在联合村设立一个党支部，行使村委会职责，管理联合村事务。现鹤北镇行政区划内还有一个林场，为“渔米河林场”，渔米河林场归萝北县林业局管理，前身为1970年在四方山林场施业区内建立的“五·七”农场，1972年改为烟囱山林场，1983年秋迁场址于渔米河畔，更名为渔米河林场。
二、原鹤北镇
原鹤北镇1981年2月设立，北傍小兴安岭，西临梧桐河，东南为大平原，紧邻鹤北林业局，此处在民国时被称为关门咀子，系采金者及商贾旅人经西线进出各金沟的必经之地。
二、原奋斗乡
（一）奋斗乡：原奋斗乡的前身是萝北县小三线（小三线：三线，指国家的战略后方，1969年在“准备要打仗”的口号下建立本县在战争情况下的后撤基地，冠之以“小”乃区别于国家之“大”）。1971年9月正式成立奋斗公社，1975年从奋斗公社划出一部分成立环山公社，1984年改为奋斗乡。在撤乡并镇前，奋斗乡下辖奋斗村、金山村、双河村、烟囱山村、双桥村、双泉村、双山村、振兴村、常胜村、工农村、创业村、创西村、森山村、泉胜村、永胜村。除金山村、双河村、烟囱山村、奋斗村、振兴村在平原地区外，其余均在山区，土地贫瘠，水土流失严重，作物产量甚低，农民“花钱靠贷款，吃粮靠返销”。中共十一届三中全会后，粮食生产开始达到自给有余。1981年，双山大队在全县第一个实行农业生产责任制，包产到户提高了农民的生产积极性，后在全乡推广，粮食产量大为提高，结束了吃返销粮的历史。
2001年“撤乡并镇”后，在原鹤北镇设立5个居民委，分别为第一居委会、第二居委会、第三居委会、第四居委会、第五居委会，第一、第二、第三、第五居委会地处原鹤北镇，第四居委会距离原鹤北镇较远，在现宝泉岭火车站西侧。原奋斗乡所辖的15个村撤并为10个行政村，分别为金山村、云山合村、奋斗村、三双村、振兴村、常胜村、新鹤村、森山村、双胜村、九里庄村。双河村和烟囱山村合并为云山合村；双山村、双桥村和双泉村合并为三双村；常胜村和工农村合并为常胜村；创业村和创西村合并为新鹤村；泉胜村和永胜村合并为双胜村；新增一个九里庄村，九里庄村原属萝北县太平沟乡管辖，因交通不便，在“撤乡并镇”中划归鹤北镇管辖。撤乡并镇之前的烟囱山村原本不是村，最早建点时叫做烟囱山青年生产队，1973年9月设立，直到1986年才划归当地政府。
（二）原奋斗公社
奋斗乡的前身是奋斗公社，原奋斗公社位于萝北县城西北33公里的小兴安岭山麓，东与尖山公社接壤；东北与太平沟公社相连；西以梧桐河为界，与鹤岗市毗邻；西南邻宝泉岭农场；南接向阳农场。
奋斗公社地势北高南低，四方山纵贯南北4公里之余，山西侧系嘟噜河冲积平原，山东侧为云山河冲积平原，公社社址位于嘟噜河与云山河之间。
奋斗公社原是萝北县的三线。一九七一年改建为公社，命名奋斗公社。公社下设十三个生产大队，一个良种场，一个社办企业。公社直属单位有供销社、医院等二十五个，共十四个自然屯，1092户，4946人，大多数为汉族，仅有几乎满族。经济以农业为主，主要作物有大豆、小麦。
奋斗公社地处山区，总面积96.6平方公里，耕地面积2.6万亩，占18%，山地面积0.5万亩，占34.5%。
奋斗公社气候具有山区特性，无霜期为100天左右，年降雨量为550毫米左右。
奋斗公社在1977年以前花钱靠贷款，吃粮靠返销。1980年开始达到粮食自给有余。主要作物为大豆、小麦，大豆播种面积为0.9万亩，总产量143万斤，小麦播种面积为1.3万亩，总产量为143万斤，奋斗公社靠近山区，盛产木耳、蕨菜等。
文教卫生事业也有一定发展，奋斗公社有中学、小学、医院，入学就医较方便。

## 大事记（1971-2001年）[4]

### 原鹤北镇大事记

#### 1981年
1981年2月，鹤北镇在尚志村北2公里成立。
1981年11月1日，鹤岗至鹤北铁路通车。

#### 2001年
2001年，鹤北镇与奋斗乡合并，合并后名为鹤北镇。

### 原奋斗乡大事记

#### 1971年
1971年9月16日，1969年在四方山林场南面建立的萝北县“小三线”经过筹建，正式成立公社，命名“奋斗”。奋斗公社成立初期，办公地点设在现森山村，下设4个生产队，分别为一队、二队、三队、四队，一队为现在的森山村，二队为现新鹤村创业组，三队为现新鹤村创西组，四队为现奋斗村。

#### 1975年
1975年9月16日，从奋斗公社划出部分生产大队，成立尖山公社。

#### 1981年
1981年春，奋斗公社双山大队在全县第一个开展包产到户，实行农业生产责任制。

#### 1983年
1983年3月，奋斗公社森山大队社员曲云发首创全县第一个家庭农场，承包780亩耕地，秋后获丰收。
1983年6月，奋斗公社森山大队社员马连生自筹资金开办家庭发电厂，向全村供电。

#### 1984年
1984年，奋斗乡工程队承建萝北县第四小学楼。

#### 1985年
1985年，奋斗乡成立本乡第一个敬老院，奋斗敬老院，当时入院老人7人。

#### 2001年
2001年奋斗乡与鹤北镇合并，合并后名为鹤北镇。

## 地理环境

### 1、地势
鹤北镇地势北高南低，海拔113米至480米。北面是小兴安岭余脉，南面是三江平原北部边缘。由北向南依次可分为低山，丘陵、山前漫岗、平原四种地貌类型。

### 2、气候
鹤北镇地处黑龙江边陲，属寒温带大陆性气候，冬季漫长而寒冷，夏季短而炎热，春季少雨干旱，秋季降温迅速。年平均气温为-0.5至3.5℃，7月份最高，月平均气温21℃，1月份气温最低，月平均气温-21℃，全年平均温差12℃，日平均气温稳定通过0℃时间一般在4月10日前后，稳定通过10℃时间一般在5月10日前后。初霜日一般出现在9月10日至25日。终霜日一般出现在5月1日至5日。无霜期115天左右。有效活动积温年平均1900—2300℃。全年日照时数为2600—2700小时，农作物生长季（5—9月）日照时数为1200小时左右。日照随昼夜长短变化而变化，1月份日均日照为7.5小时，7月份日均日照为15小时。年平均降水量500—550毫米，2月至4月降雨不足全年降雨量的15%，夏季降雨多，5至9月降雨占全年降雨量的80%。

### 3、土壤和水域
鹤北镇土壤以暗棕壤为主要土壤种类，主要分布在地势较平坦地带，少许低洼地带有沼泽土种类。鹤北镇内有嘟噜河、云山河，水资源丰富。地下水含水层30—50米，单井出水量120吨/小时。地下水化学类型为重型碳酸盐型水，矿化度小于0.2克/升。镇属水域面积为3.075万亩，地表径流量为2.5亿立方。

## 人口情况
截至2015年底的统计数据，鹤北镇总人口8727人，其中农业人口5840人，城镇人口2887人，鹤北镇所辖10个村的人口为农业人口，所辖5个居委会的人口为城镇人口。

## 农业情况
鹤北镇耕地面积103107亩，农业以种植业为主，因气候原因，只能种植旱田作物，主要种植作物为玉米和大豆，少数耕地种植芽豆、红小豆、芸豆、白瓜子等经济作物。畜牧业以家庭养殖为主，养殖牲畜包括肉牛、奶牛、山绵羊、猪等，在山区村屯也有农户养殖鹿、貉子。因地处山区，鹤北镇林下产业发展较好，种植食用菌的农户很多，食用菌以黑木耳和灵芝为主，部分农户发展养蜂产业。

## 道路交通
鹤北镇有铁路火车站一个，站名鹤北站，为鹤北铁路的北部端点站。鹤北站位置在原鹤北镇境内，原鹤北镇政府办公楼东侧，1981年11月1日建成通车，现在每天有开往哈尔滨的列车2列。  
公路交通四通八达，通往县城、云山镇和鹤北林业局均为水泥路，2008年国家开展村村通建设工程后，除九里庄村外，所有自然村的通村公路均建成水泥路，通往九里庄的水泥路到双胜村中断，剩余路段为砂石路。村屯道路硬化工程进展较慢，多数行政村村屯内道路硬化率偏低，只有森山村和常胜村的常胜组村屯道路实现了硬化率100%。鹤北镇镇内没有固定的客运站，乘客沿路等车，每天有通往萝北县、鹤岗市和鹤北林业局的客车。